# Тюльпан Краузе
Тюльпан Краузе (лат. Tulipa krauseana) — вид травянистых растений из рода Тюльпан семейства Лилейные. Эндемик Казахстана.
Вид был описан Э. Л. Регелем в 1879 году, и назван в честь Иеронима Ивановича Краузе (1845—1909), коллектора, работавшего аптекарем в Туркестанском крае, собиравшего и изучавшего местные растения.

## Характеристика вида
Тюльпан Краузе — многолетний травянистый эфемероид. Для вида характерны яйцевидная луковица с кожистыми шоколадно-коричневыми чешуями, размером до 4 см в диаметре. Стебель стоячий, опушённый, до 20 см высотой, с тремя-четырьмя сближенными сидячими листьями. Цветок светло-жёлтый, до 3 см высотой, 6 листочков актиноморфного околоцветника заострены на верхушке. Цветёт в первой половине апреля. Плод — буро-зеленоватая коробочка, созревает в конце мая — июне.
Для этого вида характерно обитание на каменистой почве низкогорий Сырдарьинского Каратау.